# Соломонова Острва
Соломонова Острва (енгл. Solomon Islands), позната и као Соломонска Острва или Соломони, острвска су држава у југозападном Пацифику. Прецизније, налазе се у Меланежанском архипелагу у Океанији, источно од Нове Гвинеје.
Ова острва су вулканског порекла. Највећа острва су Гвадалканал (највиши врх 2.335 метара), Санта Изабел, Макира, Малајта, Нова Џорџија, Чоизел, а ту су и 992 мања острва и атоли. Брдовита острва су покривена тропском вегетацијом. Утицај океана доприноси благој клими.
Етнички, 94,5% становништва су Меланежани, 3% Полинежани, а 1,2% Микронежани. Поред њих, на острвима живи и мањи број Кинеза, Индуса и Европљана. У широкој употреби су језици ток писин и бислама.
Соломонова острва су члан Комонвелта. Најближа суседна острва су Науру, Кирибати, Тувалу, Фиџи и Вануату.

## Етимологија
Године 1568, шпански морепловац Алваро од Мендање био је први Европљанин који је посетио архипелаг и назвао га Islas Salomón (Соломонова Острва) по библијском краљу Соломону. Верује се да је Мендања ово име дао јер је погрешно сматрао да острва крију велико богатство.
Током већег периода британске владавине територија је званично носила назив Британски протекторат Соломонова Острва. Дана 22. јуна 1975. године држава је преименована у Соломонова Острва. Када су 1978. године стекли независност, задржали су то име.

## Историја
Шпанац Алваро од Мендање открио је архипелаг 1568. године. Бугневил и Антрасто дошли су на ова острва два века касније. Северна острва била су под немачким протекторатом од 1885. године, али, после замене за вулкански архипелаг Самоа, Велика Британија је 1893. године проширила своју власт на читав архипелаг. Током Првог светског рата заузела их је Аустралија. Јапанци су заузели и окупирали Соломонова острва 1942. године, која су постала, посебно Гвадалканал, поприште крваве борбе све до 1945. године. Од 1945. године острва су протекторат УН под аустралијском управом. Архипелаг је широку самоуправу добио 1976, а независност 1978. године. Од тада, Соломонова острва су релативно политички стабилна. Владе, са двојицом председника који су дуго смењивали, Питером Кенилореа (1978—1981 и 1984—1986) и Соломоном Мамалони (1981—1984, 1989—1993 и 19941—997), усмеравале су своју политику развоја зависно од њихове концепције меланезијског културног национализма. Оваква политика ипак није допринела смањењу разлика међу острвима на овом архипелагу. Соломонска острва су веома активна на регионалној сцени Јужног Пацифика. Група звана „меланезијско копље“ , коју чине Соломонска острва, Папуа Нова Гвинеја и Вануату, основана је 1986. године са циљем да боље брани став Меланежана, на иницијативу Соломонских острва.

## Географија

### Положај
Држава Соломонова Острва обухвата већину острва истоименог архипелага. Састоји се од неколико већих и великог броја мањих острва и острваца. Смештена су источно од Папуа Нове Гвинеје. Острва леже између 5° и 13° јужне географске ширине и између 155° и 169° источне географске дужине. Удаљеност између најзападнијих и најисточнијих острва је око 1.500 km. Архипелаг Санта Круз и атол Јава удаљени су око 500 km југоисточно од главне острвске групе.

### Геологија и рељеф
Већа острва су вулканског порекла и планинска, а мања су грађена од коралних кречњака. Кратке реке богате су водом, а густе тропске шуме покривају 9/10 територије државе.

### Клима
Клима је топла тропска с малим температурним колебањима. Просечна годишња температура износи 26,5 °C. Период између јуна и августа је најхладнији део године. Иако годишња доба нису изражена, североисточни ветрови који дувају од новембра до априла доносе велике количине падавина и повремене олује или циклоне. Падавине су врло обилне, понекад с више од 7.000 милиметара годишње. Просечна годишња количина падавина износи 3.050 милиметара.

### Флора и фауна
Архипелаг је састављен од два различита екорегиона. Већина острва представљају део прашумског екорегиона. Острва Санта Круз су део екорегиона кишних шума Вануатуа, заједно са суседним архипелагом Вануату. Квалитет земљишта креће се од изузетно богатог, вулканског (постоје вулкани са различитим степеном активности на неким већим острвима) до релативно неплодног кречњака. На архипелагу расту више од 230 врста орхидеја и другог тропског цвећа које додатно улепшава пејзаж.

### Земљотреси
Дана 2. априла 2007. године острва је погодио велики земљотрес праћен цунамијем. Први извештаји указивали су на то да је цунами, који је углавном утицао на острвце Гизо, био висок неколико метара. Цунами је изазвао земљотрес јачине 8,0 степени Рихтерове скале, са хипоцентром удаљеним 349 km од престонице Соломонових Острва, Хонијаре, са епицентром на дубини од 10 km.
Према Геолошком институту САД, земљотрес се догодио у 20:39:56 UTC, у недељу, 1. априла 2007. године. Од почетног земљотреса, па до 22:00:00 UTC у четвртак, 4. априла, у региону је забележено још 44 накнадних удара магнитуде 5,0 или јаче. Број погинулих као последица цунамија и земљотреса је најмање 52 човека, а цунами је разорио најмање 900 домова и оставио на хиљаде људи без крова над главом.
Још једном, 6. фебруара 2013. године, Соломонова Острва погодио је земљотрес јачине 8,0 степени Рихтерове скале, када је срушен велики број кућа и огроман број жртава остао је неидентификован. Земљотрес је изазвао цунами висине 1,5 м. Недељу дана након катастрофе, документован је низ других потреса на острву Санта Круз јачине од 6,0 степени.
Дана 12. априла 2014. земљотрес јачине 7,6 степени магнитуде регистрован је на Соломоновим Острвима. Наредне године, 10. јула, још један земљотрес је погодио архипелаг, овога пута јачине 6,9 степени Рихтерове скале.

## Становништво
Према подацима из 2006. године, Соломонова Острва су имала 552.438 становника, а просечна густина насељености је била веома мала, свега 16 становника по квадратном километру. Од укупног броја становника, 21% њих живи у градовима, док остатак представља сеоско становништво.

### Етничке групе
Најбројнији становници су Меланежани (94,5%). Од осталих етничких група, најзначајнији су Полинежани (3%) и Микронежани (1,2%). На острвима живи и неколико хиљада Кинеза.

### Језици
Иако је енглески језик званичан на Соломоновим острвима, свега 1—2% становништва говори исти. Лингва франка је Пиџин.
Број локалних језика износи 74, од којих је 70 у свакодневној употреби, док су четири језика изумрла. Већина језика припада аустронежанској групи, мада централносоломонски језици попут језика лавукалеве чине самосталну групу језика. Друге две породице језика говоре се, између осталог, на острву Бугенвил, које представља део архипелага, али је ван званичних граница државе. Рифско-сантакруски језици су се некада сматрали не-аустронежанским, али су скорашња истраживања потврдила да они представљају дивергентне језике аустронежанске групе.

### Религија
Доминантна религија је хришћанство, чак 92% укупне популације, од чега су 35% меланезијски англиканци, 19% католици, 17% евангелисти, а 5% становништва се и даље придржава абориџинских веровања.
Поред хришћана, има и муслимана, Јеховиних сведока и припадника Цркве Исуса Христа светаца последњег дана. Према најновијим истраживањима, муслимана има свега 350.

## Привреда
Највећи број становника бави се пољопривредом и риболовом. Највише се гаје кокосова и уљна палма, а за исхрану домаћег становништва најважнији су слатки кромпир (батата), маниока и пиринач. Остале привредне гране укључују цеђење палминог уља, конзервирање рибе, пилане, прехрану, дуван и безалкохолна пића. У рударству се истичу налазишта злата, сребра, бакарне руде, фосфата и боксита. Значајна је експлоатација шума. Риба, рибље прерађевине и дрво доносе ¾ прихода од извоза.
Новчана јединица Соломонових Острва је соломонски долар (SBD). Просечан БДП по становнику 2004. године износио је 800 америчких долара.

## Образовање
Образовање на Соломоновим Острвима није обавезно, тако да само 60% деце школског узраста има приступ основном образовању.
Од 1990. до 1994. године забележен је пораст броја уписане деце у основну школу са 84,5% на 96,6%, међутим, повећање броја уписане деце у школу не значи да она и похађају исту и да стичу основно образовање.
Напори и планови направљени од стране Одељења за образовање и развој људских ресурса за проширење образовних установа и повећање уписа отежани су због недостатка финансијских средстава, погрешних програма обуке наставника, слабе координације програма, као и због неуспеха владе да плати наставницима. Проценат буџета владе издвојен за образовање 1998. године био је 9,7%, што је много мање неголи 1990. године, када је било издвојено 13,2%.
Ниво образовања мушке деце већи је у односу на женску децу. Универзитет Јужног Пацифика има кампус на Соломоновим Острвима, а и Универзитет Папуа Нове Гвинеје има своје упориште на острву Гвадалканал.